# Рід Мононобе

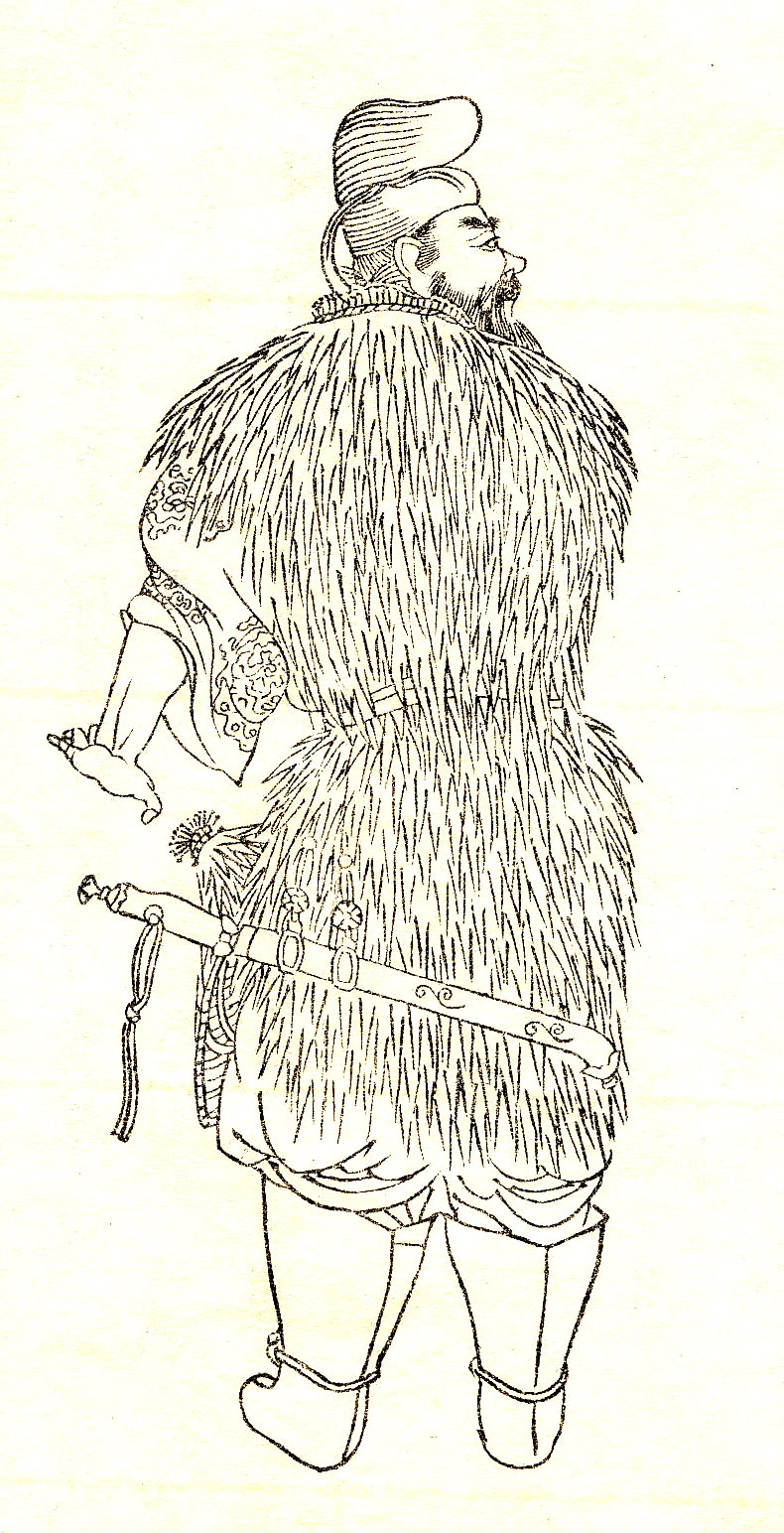
Мононобе но Морія

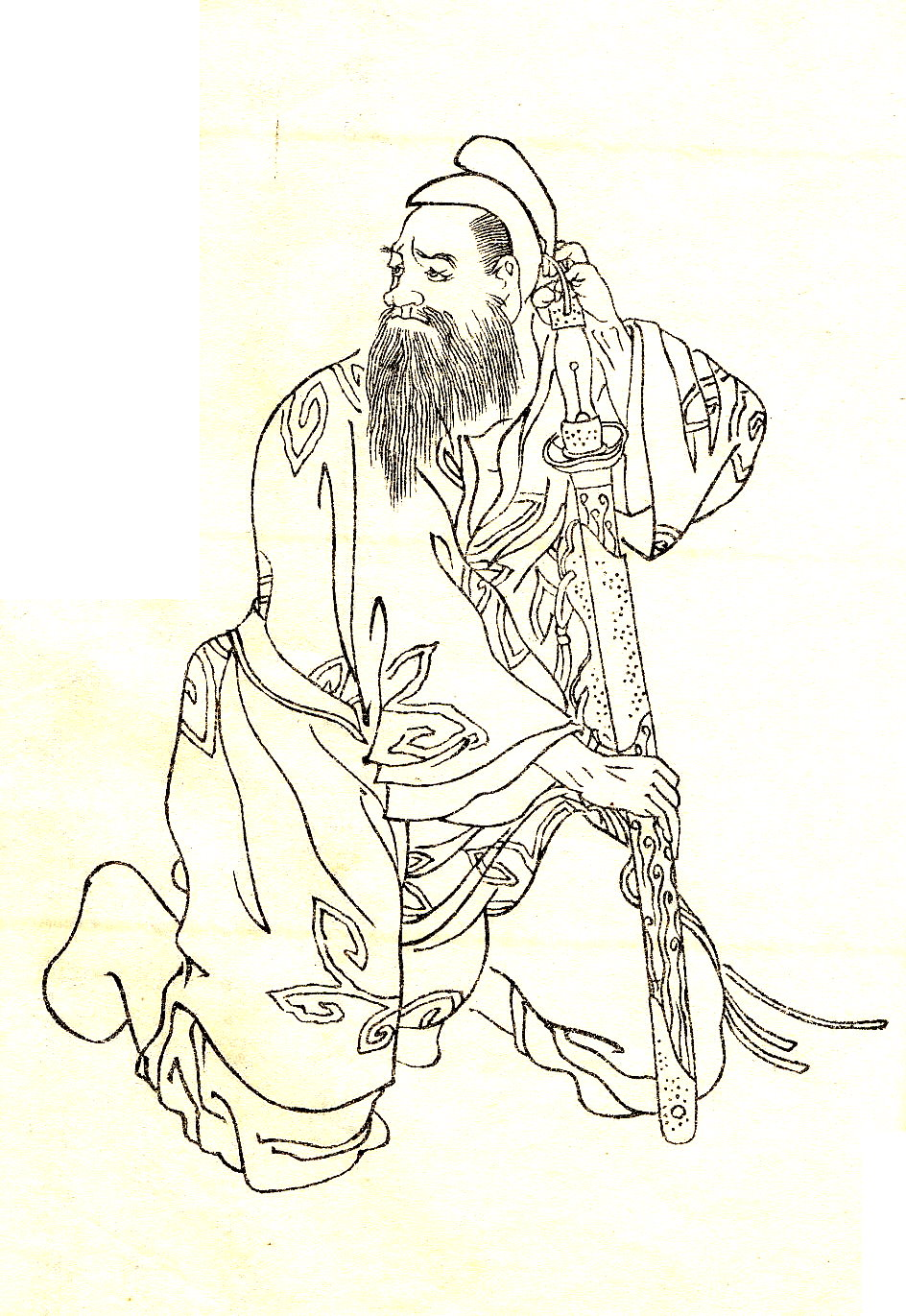
Мононобе но Аракабі

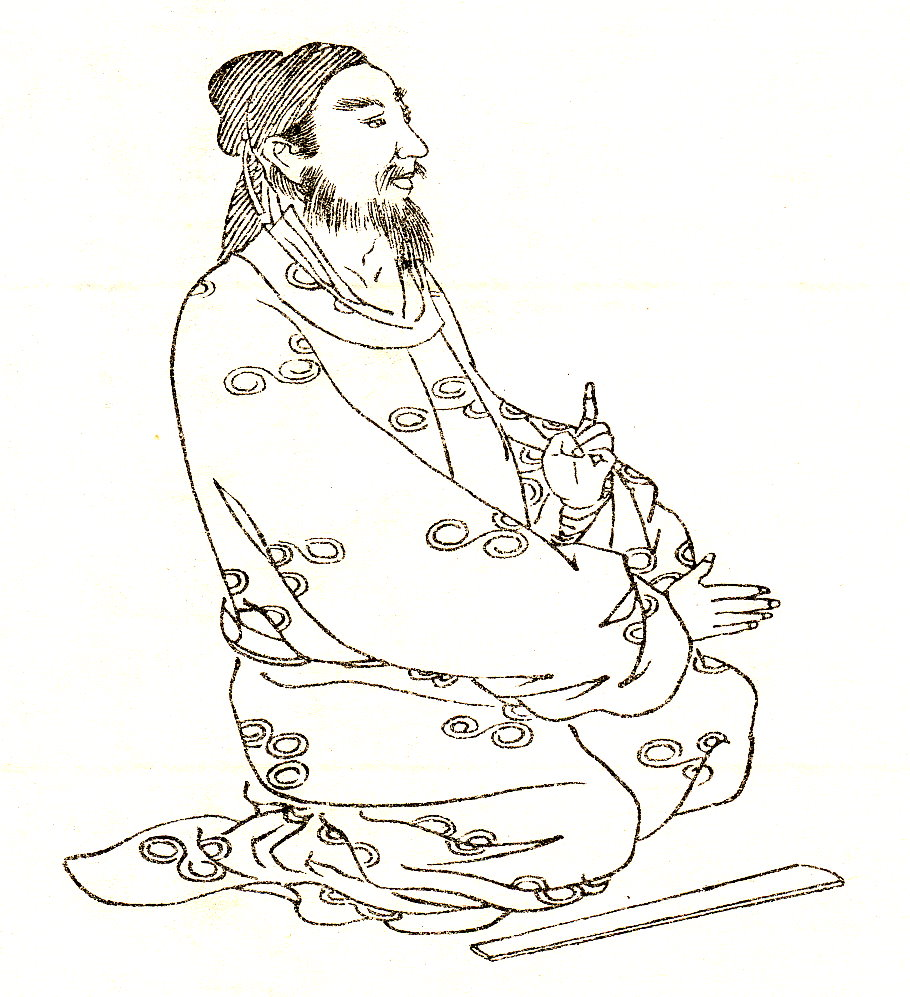
Мононобе но Окосі

Рід Мононобе (яп. 物部氏, もののべうじ, мононобе-но-удзі) — японський аристократичний рід 6 століття періоду Ямато. З 7 по 9 століття нащадки роду були відомі під іменем Ісонокамі (яп. 石上氏, いそのかみし).

## Короткі відомості
Відповідно до найстаріших японських хронік «Кодзікі» та «Ніхон сьокі» члени роду Мононбе виводили свій родовід від синтоїстського божества Ніґі Хахі-но мікото і були родичами японських імператорів. Історики припускають, що цей рід походив з місцевої стародавньої знаті провінції Каваті, на території сучасної Осаки.
Разом із іншими впливовими родами при дворі, Соґа й Отомо, голови Мононобе займали посади найвищих державців о-мурадзі. Вони відповідали за виготовлення і зберігання зброї, виконували поліцейські та каральні функції, а також здійснювали важливі синтоїстські обряди державного рівня. Члени роду брали активну участь у державних справах: зокрема, у 528 році Мононобе но Аракабі очолив каральний похід проти повстанців Іваї на острові Кюсю.
Титул о-мурадзі Мононобе узурпували 539 року, коли голова роду, Мононобе но Окосі позбавив ворожий рід Отомо впливу при дворі. Згодом син голови, Мононобе но Морія, вступив у протистояння з родом Соґа та принцом Шьотоку через прийняття буддизму в країні. Суперечка довкола заморського вчення спричинила релігійну війну, в результаті якої Мононобе втратили свої позиції при дворі, а в країні встановилася фактична диктатура Соґа.
Після перевороту Тайка 645 року та  війни року Дзінсін 672 року, нащадки Мононобе змогли поновити свої позиції в системі влади. 689 року головна лінія роду змінила родове ім'я на Ісонокамі і отримала титул асон. 708 року Ісонокамі но Маро був призначений на посаду лівого міністра, а також виконував важливі синтоїстські церемонії при дворі та перенесенні японської столиці до Хейдзьо-кьо. Його син, Ісонокамі но Якацуґу був великим монаршим радником та засновником першої японської публічної бібліотеки. В 9 столітті рід Ісонокамі занепав.
Попри те що головна гілка Мононобе, пов'язана з придворною аристократією, згасла, в регіонах продовжували існувати роди Мононобе бічних гілок. В середньовіччі близько 180 родів виводили своє походження від Мононобе.